# Charmes, Côte-d'Or
Charmes är en kommun i departementet Côte-d'Or i regionen Bourgogne-Franche-Comté i östra Frankrike. Kommunen ligger i kantonen Mirebeau-sur-Bèze som tillhör arrondissementet Dijon. År 2022 hade Charmes 119 invånare.

## Befolkningsutveckling
Antalet invånare i kommunen Charmes
Referens:INSEE